# George Larner
George Edward Larner (ur. 7 marca 1875 w Langley, zm. 4 marca 1949 w Brighton) – brytyjski chodziarz, dwukrotny mistrz olimpijski z Londynu (1908) na dystansach 3500 metrów i 10 mil.
Nie uprawiał wyczynowo chodu sportowego do 1903, kiedy miał 28 lat. W 1904 i 1905 wygrał chody na 2 mile i 7 mil na mistrzostwach Wielkiej Brytanii (AAA), a także ustanowił 9 rekordów świata, po czym zrezygnował z trenowania chodu, ponieważ przeszkadzało mu to w obowiązkach zawodowych policjanta w Brighton. Szef policji w Brighton zezwolił jednak na treningi Larnera w czasie pełnienia służby i po dwóch latach przerwy Larner powrócił na trasy. Zdobył mistrzostwo AAA na 2 mile w 1908, ale na 7 mil został zdyskwalifikowany.
Na igrzyskach olimpijskich w 1908 w Londynie Larner wygrał obie konkurencje chodziarskie: chód na 3500 metrów oraz na 10 mil, oba razy przed rodakiem Ernestem Webbem. Potem znowu wycofał się z wyczynowego uprawiania chodu, ale powrócił w 1911, kiedy zdobył mistrzostwo AAA na 7 mil, po czym ostatecznie zakończył karierę.
Później był cenionym sędzią sportowym chodu.